# Jade Animation
Jade Animation é um estúdio chinês de animação, que trabalhou com diversas animações como Buzz Lightyear do Comando Estelar, DI-GATA Defenders, Sorriso Metálico, entre outras. Ela também trabalhou com animes Legend of the Condor Hero.[carece de fontes?]